# Halbertshofen (Buch)
Halbertshofen ist eine Einöde und ein Ortsteil des Marktes Buch im schwäbischen Landkreis Neu-Ulm.

## Geographie
Halbertshofen liegt knapp 2,5 km östlich von Buch an der Westflanke des Bibertales an der Verbindungsstraße von Nordholz nach Ritzisried. Nördlich befinden sich einige Weiher, die von der Biber gespeist werden.

## Geschichte
Der Ortsname hieß in seiner ursprünglichen Form Hartbrechtshofen, also der Hof eines Hartbrecht.
Vor der Gebietsreform in Bayern gehörte ein Teil des Ortes zur Gemeinde Buch, ein anderer zu Nordholz, beide Teile hatten bei der Volkszählung 1950 zusammen 14 Einwohner. Die Gemeinde Nordholz wurde am 1. Mai 1978 nach Buch eingegliedert.